# Aschtschissu (Alkamergen)
Der Aschtschissu (russisch Ащису) ist ein Fluss, der fast vollständig innerhalb des Gebiets Pawlodar im Nordosten von Kasachstan verläuft.
Der Aschtschissu entspringt nördlich des Salzsees Karasor. Er fließt anfangs in östlicher, dann in nordwestlicher Richtung durch das Hügelland nördlich der Kasachischen Schwelle. Bei Tendik wendet er sich dann nach Nordosten und später ganz nach Osten. Er fließt 40 km nördlich von Bajanaul in östlicher Richtung und mündet in den Salzsee Alkamergen. 
Der Aschtschissu hat eine Länge von 348 km.
Sein Einzugsgebiet umfasst 7420 km².
Der Fluss wird von der Schneeschmelze gespeist.
Der Aschtschissu fällt häufig trocken.
Wichtigster Nebenfluss des Aschtschissu ist der Kurtjusek von links.